# Przytonko
Przytonko (niem. Prittener See) – jezioro rynnowe w Polsce położone w województwie zachodniopomorskim, w powiecie drawskim, w gminie Drawsko Pomorskie.
Akwen leży na Pojezierzu Drawskim, około 100 metrów na północny zachód od wsi Przytoń.